# Bùi Quý Cảo
Bùi Quý Cảo (1923-1974), nguyên là một sĩ quan cao cấp chuyên ngành trong Quân lực Việt Nam Cộng hòa. Ông xuất thân là một Luật sư, được trưng dụng vào Quân đội. Sau khi tốt nghiệp khóa học tại trường Sĩ quan Trừ bị do Chính phủ Quốc gia mở ra ở miền Nam, ông được chọn vào ngành Hành chính Tài chính và đó cũng là chuyên môn của ông suốt thời gian phục vụ trong Quân đội. Năm 1974, khi đang là Đại tá Trưởng đoàn Quân sự Ban Liên hợp Quân sự 2 bên thuộc Khu 2 miền Trung, ông bị tử nạn trong khi thi hành công vụ, được truy thăng cấp bậc Chuẩn tướng.

## Tiểu sử & Binh nghiệp
Ông sinh ngày 8 tháng 12 năm 1923 trong một gia đình Nho học có cuộc sống kinh tế khá giả tại Hải Dương, miền Bắc Việt Nam. Học qua các trường Trung học chương trình Pháp tại Hải Dương và Hà Nội. Năm 1943 tốt nghiệp Trung học với văn bằng Tú tài toàn phần. Năm 1946 tốt nghiệp Đại học Luật khoa chương trình Pháp tại Hà Nội với văn bằng Cử nhân Luật. Được bổ dụng làm công chức trong ngành Tư pháp tại Hà nội một thời gian trước khi gia nhập quân đội.

### Quân đội Quốc gia Việt Nam
Hạ tuần tháng 9 năm 1952, ông được động viên và trưng dụng vào Quân đội Quốc gia, mang số quân: 43/300.277. Theo học khóa 2 Phụng Sự tại trường Sĩ quan Trừ bị Thủ Đức, khai giảng ngày 1 tháng 10 năm 1952. Ngày 1 tháng 4 năm 1953 mãn khóa tốt nghiệp với cấp bậc Thiếu úy. Ra trường ông được điều động về phục vụ tại Nha Quân nhu của Đệ Tam Quân khu. Tháng 9 năm 1953, ông được cử đi du học ở trường Cao đẳng Quân nhu tại Paris, Pháp. Tháng 6 năm 1954, tốt nghiệp về nước ông được thăng cấp Trung úy, tiếp tục phục vụ tại Nha Quân nhu.

### Quân đội Việt Nam Cộng hòa
Cuối năm 1955, sau khi Quân đội Quốc gia đổi tên thành Quân đội Việt Nam Cộng hòa, ông được cử làm Chánh sự vụ Sở Quân nhu rộng quyền miền Duyên hải Nha Trang. Qua tháng 7 năm 1956, ông được thăng cấp Đại úy giữ chức vụ phó Giám đốc Phân nha Hành chính thuộc Nha Quân nhu tại Sài Gòn.
Trung tuần tháng 7 năm 1958, ông được thăng cấp Thiếu tá và được bổ nhiệm làm Giám đốc Nha Ngân sách thuộc Tổng nha Hành-Ngân-Kế thuộc Bộ Quốc phòng. Đến tháng 8 năm 1962, ông được thăng cấp Trung tá tại nhiệm. Tháng 8 năm 1964, ông chuyển sang giữ chức vụ Giám đốc Nha Tài chính thuộc Tổng nha Tài chính & Thanh tra Quân phí.
Thượng tuần tháng 7 năm 1966, ông được bổ nhiệm làm Phó Tổng Giám đốc Tổng nha Tài chính & Thanh tra Quân phí trực thuộc Bộ quốc phòng, thay thế Đại tá Dương Hồng Tuân được cử làm Phụ tá Hành chính Phủ Chủ tịch Ủy ban Hành pháp Trung ương, xếp ngang cấp Thứ trưởng.
Tháng 11 năm 1967, ông được cử làm Trưởng đoàn du hành quan sát các Cơ sở Tài chính của Quân lực Hoàng gia Thái Lan và Trung Hoa Dân Quốc.
Tháng giêng năm 1968, ông được thăng cấp Đại tá tại nhiệm. Tháng 5 cùng năm, ông được chỉ định Xử lý thường vụ chức vụ Tổng Giám đốc Tổng nha Tài chính & Thanh tra Quân phí. Tháng 11 cuối năm, ông được cử làm Trưởng đoàn du hành quan sát các Cơ sở Tài chính của Quân đội Đại Hàn. Tháng giêng năm 1969, ông được bổ nhiệm chính thức chức vụ Tổng giám đốc Tổng nha Tài chính & Thanh tra Quân phí.
Đầu tháng 4 năm 1972, ông được lệnh bàn giao chức vụ Tổng Giám đốc lại cho Ông Châu Kim Nhân (nguyên Tổng giám đốc cơ quan Mãi dịch Trung ương phủ Thủ tướng). Tháng 10 cùng năm, ông được cử làm Phụ tá Pháp lý Tư lệnh phó Quân khu 1 tại Đà Nẵng. Đến tháng 2 năm 1973, ông kiêm chức Trưởng đoàn Quân sự Ban Liên hợp 2 bên Khu 2 Đà Nẵng.

## Tử nạn
Ngày 15 tháng 9 năm 1974, trong khi đi công tác từ Đà Nẵng vào Sài Gòn bằng Phi cơ Boeing 727 mang số VN 7065 của Hàng không Việt Nam, bị không tặc cướp và cho nổ lựu đạn khi máy bay đang ở độ cao 1.000 bộ trên không phận phi trường Bửu Sơn Phan Rang vào lúc 11 giờ trưa, khiến cho 62 hành khách và 8 nhân viên phi hành đoàn thiệt mạng. Ông bị tử nạn, hưởng dương 51 tuổi.
Ông được truy thăng cấp bậc Chuẩn tướng và truy tặng Đệ Tứ đẳng Bảo quốc Huân chương kèm Anh dũng Bội tinh với nhành Dương liễu.
Tang lễ được cử hành trọng thể theo Lễ nghi Quân cách của một tướng lĩnh.

## Huy chương
-Huân chương Bảo quốc đệ tam đẳng (truy tặng).
-Anh dũng Bội tinh với nhành dương liễu (truy tặng).

## Gia đình
- Phu nhân: Bà Đỗ Thị Phụng - Ông bà có tám người con gồm 4 trai, 4 gái.[4]